# Dingle
Dingle (An Daingean em irlandês) é uma cidade da Irlanda pertencente ao condado de Kerry e situada na península do mesmo nome, junto de uma enseada que abriga um pequeno porto. Possui 1.920 habitantes (censo de 2006).